# Jamal Amer
Jamal Amer là nhà báo người Yemen. Ông là biên tập viên của tuần báo Al-Wasat, được thành lập từ năm 2004. Tuần báo Al-Wasat thường đăng các báo cáo chỉ trích chính phủ Yemen của các tổ chức quốc tế bảo vệ nhân quyền.
Trước năm 2004, Amer làm việc cho tuần báo Al-Wahdawi. Các bài phóng sự của ông đã bị kết tội là "gây tổn hại cho lợi ích công cộng", "xúc phạm vua Fahd của vương quốc Ả Rập Xê Út", và  "làm hại các quan hệ giữa Ả Rập Xê Út và Yemen". 
Ông đã một lần bị tòa án cấm hành nghề nhà báo.
Năm 2005, Amer bị 4 người đàn ông - được cho là nhân viên mật vụ của chính phủ - bắt cóc. Chúng giữ ông trong 6 giờ, đánh đập, bịt mắt, đưa ông lên một đỉnh núi và đe dọa giết ông.

## Giải thưởng
- Năm 2006, Amer được trao Giải Tự do Báo chí Quốc tế của Ủy ban bảo vệ các nhà báo.[1]